# Служниця (фільм, 2016)
«Служниця» (кор. 아가씨, Agasshi) — корейський драматичний фільм, знятий Пак Чхан Уком за мотивами роману «Оксамитові пальчики» Сари Вотерс. Світова прем'єра стрічки відбулась 14 травня 2016 року на Каннському кінофестивалі, а в Україні — 8 вересня 2016 року. Фільм розповідає про майстерну злодійку і геніального шахрая, які об'єднуються заради «великої справи».
На 1 березня 2024 року фільм займав 236-ту позицію у списку 250 кращих фільмів за версією IMDb.

## Сюжет
30-ті роки минулого століття. Окупована японцями Корея. Шахрай на прізвисько Граф пропонує дівчині СукХі взяти участь у «великій справі», обіцяючи хороший заробіток. План такий: дівчина повинна стати служницею багатої японки Хідеко, яка живе у окремому маєтку й не спілкується із зовнішнім світом. Граф розраховує за допомогою СукХі зачарувати японку, одружитися з нею і заволодіти її статками, а саму дівчину посадити в божевільню. Але несподівано план Графа виявився під загрозою, адже СукХі раптово закохується в сором'язливу і недосвідчену японку…

## У ролях
- Ха Чон У — Граф
- Кім Тхе Рі — СукХі
- Кім Мін Хі — Хідеко
- Чо Чін Ун — Кодзукі

## Нагороди та номінації
| Список нагород та номінацій   | Список нагород та номінацій | Список нагород та номінацій     | Список нагород та номінацій | Список нагород та номінацій | Список нагород та номінацій |
| Кінопремія                    | Дата церемонії              | Категорія                       | Номінант(и)                 | Результат                   | Дж                          |
| ----------------------------- | --------------------------- | ------------------------------- | --------------------------- | --------------------------- | --------------------------- |
| Асоціація кінокритиків Остіна | 28 грудня 2016              | Найкращий фільм                 | «Служниця»                  | Номінація                   | [ 5 ] [ 6 ]                 |
| Асоціація кінокритиків Остіна | 28 грудня 2016              | Найкращий режисер               | Пак Чхан Ук                 | Номінація                   | [ 5 ] [ 6 ]                 |
| Асоціація кінокритиків Остіна | 28 грудня 2016              | Найкраща акторка другого плану  | Кім Мін Хі                  | Номінація                   | [ 5 ] [ 6 ]                 |
| Асоціація кінокритиків Остіна | 28 грудня 2016              | Найкращий адаптований сценарій  | Пак Чхан Ук, Чон Со Ген     | Номінація                   | [ 5 ] [ 6 ]                 |
| Асоціація кінокритиків Остіна | 28 грудня 2016              | Найкращий фільм іноземною мовою | «Служниця»                  | Номінація                   | [ 5 ] [ 6 ]                 |
| Асоціація кінокритиків Остіна | 28 грудня 2016              | Найкращий оператор              | Чун Чун Хун                 | Номінація                   | [ 5 ] [ 6 ]                 |
| Каннський кінофестиваль       | 22 травня 2016              | «Золота пальмова гілка»         | «Служниця»                  | Номінація                   | [ 7 ]                       |
| Премія BAFTA                  | 18 лютого 2017              | Найкращий неангломовний фільм   | «Служниця»                  | Перемога                    |                             |